# Erebia trinsensis
Erebia trinsensis är en fjärilsart som beskrevs av Sterzl 1936. Erebia trinsensis ingår i släktet Erebia och familjen praktfjärilar. Inga underarter finns listade i Catalogue of Life.